# Dordzse Drak
Dordzse Drak kolostor (tibeti: རྡོ་རྗེ་བྲག་དགོན་པ།, wylie: rdo rje brag dgon pa, „az elpusztíthatatlan szikla vára”) vagy Tupten Dordzse drak Dordzse Drak Evam Csokgar (tibeti: ཐུབ་བསྟན་རྡོ་རྗེ་བྲག་རྡོ་རྗེ་བྲག་ཨེ་ཝཾ་ལྕོག་སྒར་, wylie: thub bsztan rdo rdzse brag rdo rdzse brag e vam lcsog szgar) a hat tibeti nyingma anyakolostor közül az egyik. A kolostor a Tibeti Autonóm Terület déli területén fekszik, Lhoka prefektúrában (Sannan - korábban Ü-Cang).
Szintén Dordzse Draknak nevezik azt a kolostort, amit az észak-indiai Simlá településen építettek, miután az eredeti elpusztult a csamdói-csatában. Ma ez a nyingma iskola és a hagyomány székhelye. A Dordzse Drak kolostor mellett a Mindrolling kolostor a nyingma másik fontos kolostora az Ü régióban.

## Története
A Dordzse Drak kolostort az 1. Rigdzin Godemcsen Ngodrub Gyelcen (1337-1409) alapította. 1632 átköltöztették a létesítményt az eredeti helyszínéről, Ü-Cangból a Brahmaputra északi partjára, miután a 3. Rigdzin Ngagivangpónak el kellett menekülnie a Cang király haragja elől. A 4. Rigdzin Pema Trinle (született: 1641) jelentősen kibővítette a kolostort, amelyet azután teljesen kifosztottak a mongolok 1717-ben. 1720-ban kezdték el a kolostor helyreállítási munkálatait a 7. dalai láma idején. A munkálatokat az 5. Dordzse Drak Rigdzin (1719/20-1770/71) trónra lépésekor még mindig szinte teljesen romokban állt. A 6. Dordzse Drak Rigdzin, Kunzang Gyurme Lhundrub (halála: 1808?) felépíttette és karbantartotta a kolostort. A kolostort az 1960-as években újból lerombolták a kulturális forradalom idején. A kínai megszállás előtt mintegy 200 szerzetes élt a kolostorban. A Lhászában tartózkodó Dordrak Rigdzin jelenlegi inkarnációja és a helyi közösség jelentősen hozzájárult ahhoz, hogy a kolostor ma ismét működhet.

### Korábbi inkarnációk
- Rigdzin Gödem (1337-1408)[7]
- Lekden Duddzsom Dordzse (1512-1625) - Csangdak Tasi Tobgyal tanítója[7]

### A Dordrak Rigdzin vonal
- Rigdzin Ngakgi Vangpo (1580-1639) [8]
- Rigdzin Pema Trinlé (1641-1717) [9]
- Kalzang Pema Vangcsuk (1719/20-1770/71) - born in Chagdud[5]
- Kunzang Gyurme Lhundrup Dordzse (17th century - 1808?)[6]
- Ngavang Dzsampal Mingyur Lhundrup Dordzse (1810?/1839-1844?/1861)[10]
- Kalzang Pema Vangyal Düdul Dordzse (1848-1880)[11]
- Thupten Csövang Nyamnyi Dordzse (1884/6-1932/5)[7]
- Thupten Dzsikmé Namdrol Gyaco (b. 1936)[7]

## Dordzse Drak Gompa (Dzsinkangszi)
Ez a kolostor a Dordzse Drak alá tartozik, amely a kelet-khami Kangding (Dardo) városában található. 1959-ben lerombolták a kulturális forradalom előtt, de a fő templomát helyreállították. Itt áll egy hatalmas guru rinpocse (Padmaszambhava) szobor.

## Száműzetésben
A kínai megszálláskor a kolostort teljesen lerombolták. Ezután az indiai Himácsal Prades állambeli Simlá városban új kolostort alapított Taklung Cetrul rinpocse 1984-ben az eredeti Dordzse Drak mintája alapján. Ennek mai elnevezése Thupten Dordzse Drak Evam Csogar Csökhor Namgyal Ling. A kolostor jelenlegi vezetője Taklung Cetrul rinpocse, aki 2012. március 22-én szintén elfogadta a nyingma iskola vezetői címét